# Mesosemia nitida
Mesosemia nitida är en fjärilsart som beskrevs av Hans Ferdinand Emil Julius Stichel 1923. Mesosemia nitida ingår i släktet Mesosemia och familjen Riodinidae. Inga underarter finns listade i Catalogue of Life.